# سابقة
السابقة أو البادئة أو الدَّاخلة وتسمى المزيد المقدم والصدر (والتصدير مصدر والصدور جمع) هي لاصقة تزاد قبل الكلمة لتحويل مبناها وتغيير معناها. وهي وسيلة اقتصادية لبناء المفردات في اللغة.